# 2Pacalypse Now
2Pacalypse Now is een album van de Amerikaanse rapper Tupac Shakur. Het werd uitgebracht in 1991 en was het debuutalbum van 2Pac. Van dit album kwamen drie singles: Brenda's Got a Baby, Trapped en If My Homie Calls. Het album haalde de 34e plaats in de Amerikaanse albumlijst.

## Tracklist
1. Young Black Male - 2:35
2. Trapped - 4:44
3. Soulja's Story - 5:05
4. I Don't Give a Fuck - 4:20
5. Violent - 6:25
6. Words of Wisdom - 4:54
7. Something Wicked - 2:28
8. Crooked Ass Nigga - 4:17
9. If My Homie Calls - 4:18
10. Brenda's Got a Baby - 3:55
11. Tha Lunatic - 3:29
12. Rebel of The Underground - 3:17
13. Part Time Mutha - 5:13

## Charts
| Jaar | Album          | Hoogste positie | Hoogste positie        |
| Jaar | Album          | Billboard 200   | Top R&B/Hip Hop Albums |
| 1992 | 2Pacalypse Now | #34             | #13                    |